# Pulvino (botánica)

Los movimientos de las hojas de esta planta de Mimosa pudica se deben al cambio de turgencia de los pulvínulos ubicados en la base de los peciolulos de sus hojas.

En botánica, los pulvinos o pulvínulos son engrosamiento o ensanchamiento en forma de cojinete de la base de la hoja o del pecíolo de las hojas o folíolos de ciertas especies y que, por variaciones en la turgencia de sus tejidos, puede provocar cambios de posición o movimientos de las hojas. En muchas especies, los movimientos de las hojas, de casi horizontales durante el
día a casi verticales por la noche, han sido reconocidos por más de 2000 años. Los movimientos nictinásticos (del Griego nyx o nux, noche) son procesos rítmicos controlados por interacciones entre el ambiente y el reloj biológico y están controlados por los pulvinos. Asimismo los movimientos násticos los cuales consisten en la curvatura ascendente y descendente de un órgano y fue descubierto por Hideo Toriyama, el cual observó en pulvinos de mimosa púdica que salen iones K+ de las células que pierden agua produciendo el movimiento. De acuerdo con Fleurat-Lessard & Bonnemain (1978), una característica histológica particular de los pulvinos en relación con el pecíolo y raque, es la sustitución de las fibras floemáticas por colénquima y la reducción o completa sustitución de las células del parénquima xilemático por elementos fibrígidos vivos. Este tipo de estructuras foliares se presentan principalmente en fabáceas. Los mecanismos fisiológicos responsables de los movimientos foliares en algunas especies de leguminosas se han correlacionado con las características estructurales del pulvino, que les confieren gran flexibilidad. Entre las características comúnmente reportadas, se destacan córtex amplio constituido por células parenquimáticas.
Una característica histológica particular de los pulvinos en relación con el pecíolo y raque, es la sustitución de las fibras floemáticas por colénquima y la reducción o completa sustitución de las células del parénquima xilemático por elementos fibrígidos vivos.
El pulvínulo tiene una estructura circular y flexible y consiste en un particular acúmulo de tejido parenquimático cortical. Las células del pulvínulo responsables del movimiento (células motoras) son de dos tipos: células extensoras (aumentan de tamaño por aumento de turgencia durante la apertura foliar) y células flexoras (opuestas a las anteriores, aumentan de tamaño durante el cierre foliar). Los cambios de turgencia se producen por cambios en el potencial osmótico de las células, de un modo similar al de la apertura y cierre de los estomas. Los ajustes en el posicionamiento foliar representan un mecanismo eficiente que permite la maximización de la fotosíntesis en condiciones adversas. Los ajustes en el posicionamiento foliar representan un mecanismo
eficiente que permite maximizar la fotosíntesis en condiciones adversas. Los movimientos nictinásticos, aquellos que determinan el plegamiento de las hojas o foliolos al anochecer, están regulados de forma múltiple por la luz roja, la luz azul y por los ritmos circadianos.